# Maximilian Alexandrowitsch Woloschin

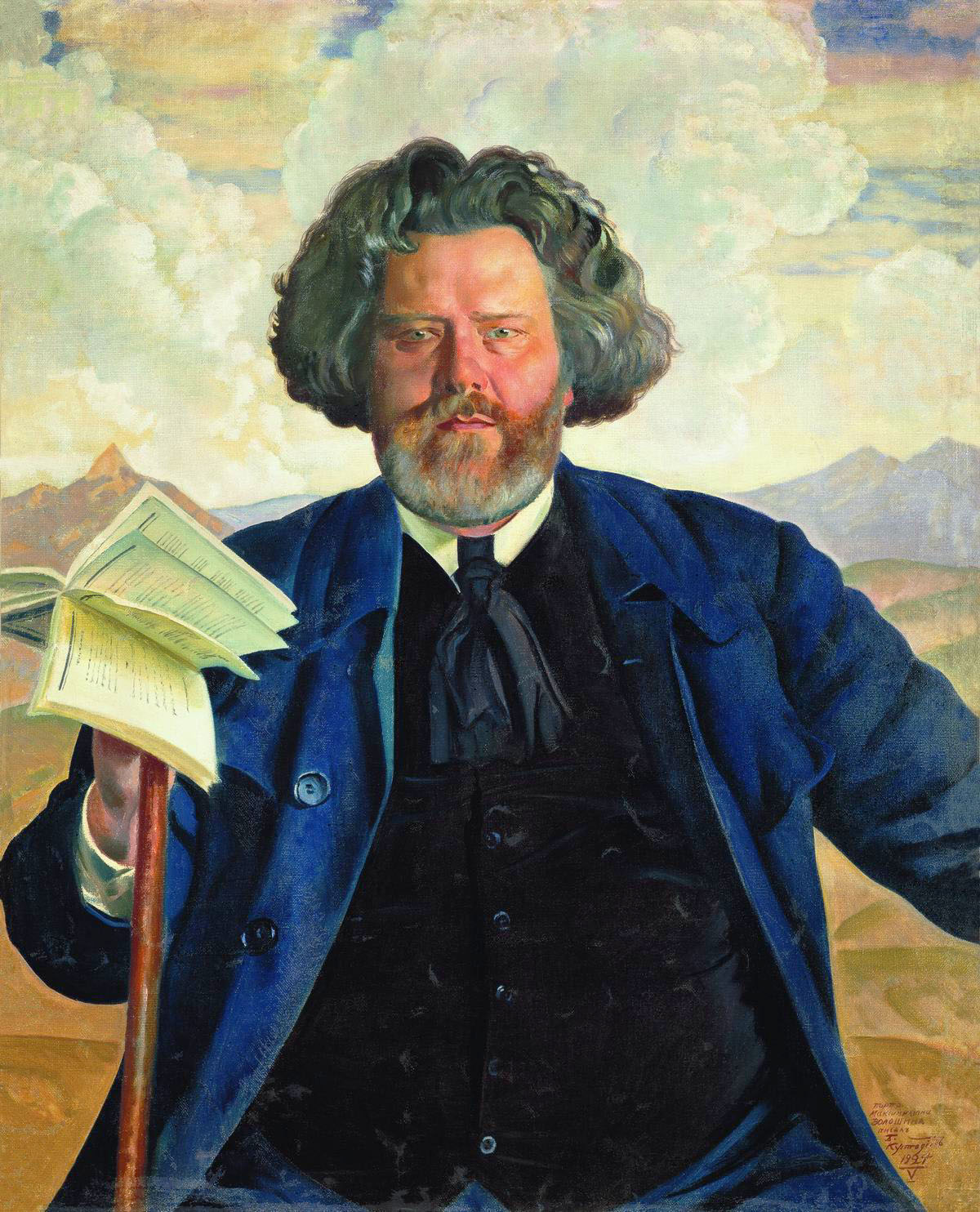
Boris Kustodijews Porträt (1924) von Maximilian Woloschin

Maximilian Alexandrowitsch Woloschin (russisch Максимилиа́н Алекса́ндрович Воло́шин; * 16. Maijul. / 28. Mai 1877greg. in Kiew; † 11. August 1932 in Koktebel) war ein russisch-ukrainischer Dichter, Landschaftsmaler und Publizist. Als Autor wird er zum sogenannten silbernen Zeitalter der russischen Literatur gezählt. In der Malerei widmete er sich vorrangig den Landschaften der Halbinsel Krim, auf der er viele Jahre lang lebte.

## Leben

### Frühe Jahre
Maximilian Alexandrowitsch Woloschin wurde in der damals zum Russischen Reich gehörenden Stadt Kiew als Sohn des Juristen und Kollegienrats Alexander Kirijenko-Woloschin († 1881), der einem Dnjepr-Kosakengeschlecht entstammte und dessen deutschstämmiger Frau Jelena Woloschina (geb. Glaser), die Übersetzerin war, geboren. Woloschin verbrachte seine frühe Kindheit in Taganrog und Sewastopol. Als Kind zog er mit seiner Mutter, nach dem Tod seines Vaters, nach Moskau und besuchte zunächst dort die Schule, dann übersiedelte die Familie jedoch nach Feodossija auf der Krim, wo Woloschin  das Gymnasium abschloss. 1893 zogen Woloschin und seine Mutter in die Schwarzmeersiedlung Koktebel, die für ihn später für viele Jahre Wahlheimat werden sollte.
Bereits als Schüler zeigte Woloschin Interesse für Literatur und schrieb längere Aufsätze. Mit 18 Jahren veröffentlichte er zum ersten Mal ein Gedicht und begann  fremdsprachige Werke (unter anderem von Heinrich Heine) ins Russische zu übertragen.

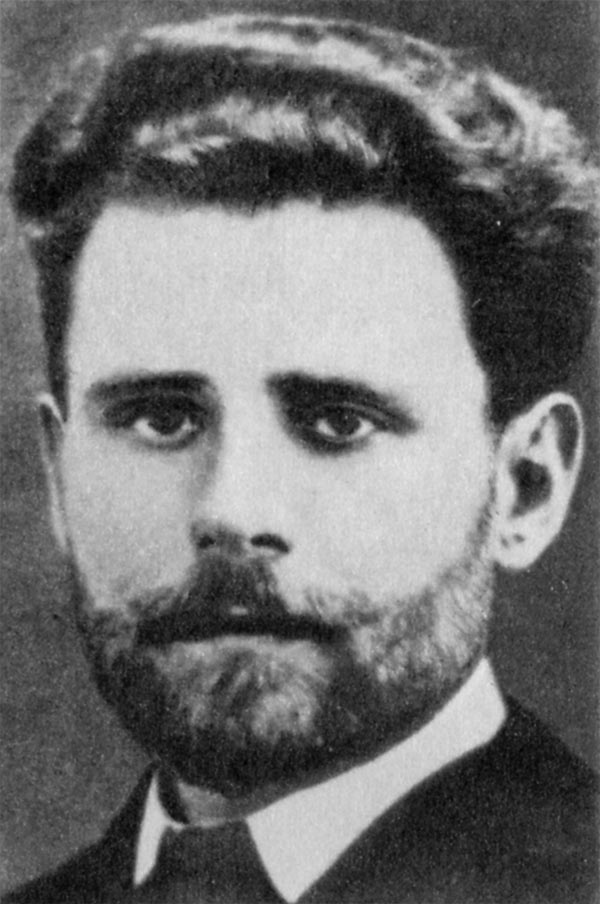
Woloschin um 1900

1897 ging Woloschin erneut nach Moskau und nahm ein Jura-Studium an der Lomonossow-Universität auf, womit er zunächst in die Fußstapfen seines Vaters trat. Allerdings galt seine Hingabe im Wesentlichen dem Schreiben. Erste Aufsätze veröffentlichte er in verschiedenen Moskauer Zeitschriften. Wegen angeblicher Beteiligung an studentischen Protesten wurde er von der Universität suspendiert und aus Moskau verbannt. Er reiste daraufhin nach Europa und besuchte unter anderem Italien, die Schweiz, Frankreich und Deutschland, wobei er wegen Geldmangels oft zu Fuß reisen und in Nachtasylen unterkommen musste. 1900 nahm er in Moskau das Studium wieder auf und wurde erneut wegen Beteiligung an Studentenorganisationen verhaftet. Nach seiner Freilassung ging Woloschin nach Mittelasien, um am Bau der Eisenbahn Orenburg-Taschkent zu arbeiten.
Von dort kam Woloschin 1901 wieder nach Europa und ließ sich vorläufig in Paris nieder, wo er unter anderem Vorlesungen an der Sorbonne besuchte und bei der dort ansässigen russischen Künstlerin Jelisaweta Kruglikowa Malerei lernte. Zudem schrieb er weiterhin Gedichte. Durch verschiedene in Paris lebende Künstler wurde er mit den wesentlichen künstlerischen und literarischen Strömungen der westeuropäischen Kultur des beginnenden 20. Jahrhunderts bekannt. Gleichzeitig begann er sich für Buddhismus, Theosophie und Okkultismus zu interessieren.

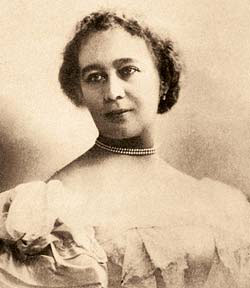
Lydia Zinovieva-Annibal, veröffentlichte 33 Ungeheuer. Eine Frauenliebe im Zaristischen St. Petersburg – der erste russische Roman, der explizit die weibliche Homosexualität zum Thema hatte.

1903 kehrte Woloschin nach Russland zurück. Dort begann er, seine Aufsätze in russischen Kunstzeitschriften zu publizieren. Gleichzeitig erschienen seine Gedichte erstmals dem breiteren Publikum. In jenen Jahren lernte Woloschin auch eine Reihe anderer bekannter Dichter der Epoche kennen, darunter Waleri Brjussow, Alexander Blok und Andrei Bely. 1905 wurde Woloschin Zeuge des Petersburger Blutsonntags, bei dem vor dem Palast des Zaren die Wachmannschaften aus nächster Nähe auf die friedlichen Demonstranten schossen und über 100 Menschen getötet wurden. Dieser „Blutsonntag“ radikalisierte die Protestbewegung, und die Revolution breitete sich über ganz Russland aus. Durch dieses Erlebnis bildete sich seine Einstellung zur Revolution, die er zeitlebens vertreten hatte. 1906 heiratete Woloschin die Malerin Margarita Sabaschnikowa und zog zu ihr nach Sankt Petersburg. Er half jungen und noch unbekannten Autoren, darunter Marina Zwetajewa oder Michail Kusmin, ihre ersten Werke zu publizieren. Seine Begegnung (1905) mit Rudolf Steiner machte großen Eindruck auf ihn und in der Folgezeit reiste er zusammen mit seiner Frau zu vielen seiner Vorträge.
Um 1907 geriet Woloschin in eine tiefe Lebenskrise, die durch die Annäherung seiner Frau Margarita an den Dichter Wjatscheslaw Iwanow und seine Frau Lydia Sinowjewa-Annibal ausgelöst wurde. Die Beziehungen gerieten so kompliziert, dass sich Woloschin nach Koktebel zurückzog. Seine Ehe mit Margarita galt von da an als zerrüttet und wurde bald geschieden. Später heiratete er seine zweite Frau, Maria Stepanowna Sabolozkaja († 1976). In dieser Zeit fand er seinen dichterischen Weg. Ab 1909 arbeitete er als Literaturkritiker bei der Zeitschrift Apollon. 1910 erschien mit der Sammlung Gedichte 1900–1910 erstmals ein gedrucktes Buch von Woloschin. Seine Aufsätze über Kunst und über zeitgenössische Maler, seine kulturwissenschaftlichen Essays sind auf Grund seines ungewöhnlichen Denkansatzes auch heute noch aktuell.
Bis 1914 gab er weitere Bücher heraus, vor allem mit Übersetzungen und Sammlungen früherer Zeitschriftpublikationen. Überschattet wurde dies jedoch vom zeitweiligen Boykott seiner Werke durch Zeitschriften und Verlage, nachdem Woloschin 1913 einen kritischen Aufsatz über eines der Gemälde Ilja Repins herausgab.
Kurz vor Ausbruch des Ersten Weltkrieges reiste Woloschin noch einmal in die Schweiz, um zusammen mit vielen Künstlern aus den verfeindeten Kriegsnationen am Bau des ersten Goetheanum mitzuwirken. Anschließend ging er nach Paris, wo er Pablo Picasso, Diego Rivera, Amedeo Modigliani und viele andere Künstler der damaligen Zeit traf. Es erschien seine pazifistisch geprägte Gedichtsammlung Anno mundi ardentis 1915. In einem Brief an Kriegsminister Suchomlinow brachte Woloschin zum Ausdruck, dass er sich unter anderem weigerte, an den Kriegshandlungen teilzunehmen, da die Berufung des Dichters und des Künstlers nicht mit Gewalt über Menschen vereinbar sei. 1916 kehrte er endgültig nach Russland zurück.

### Leben in Koktebel

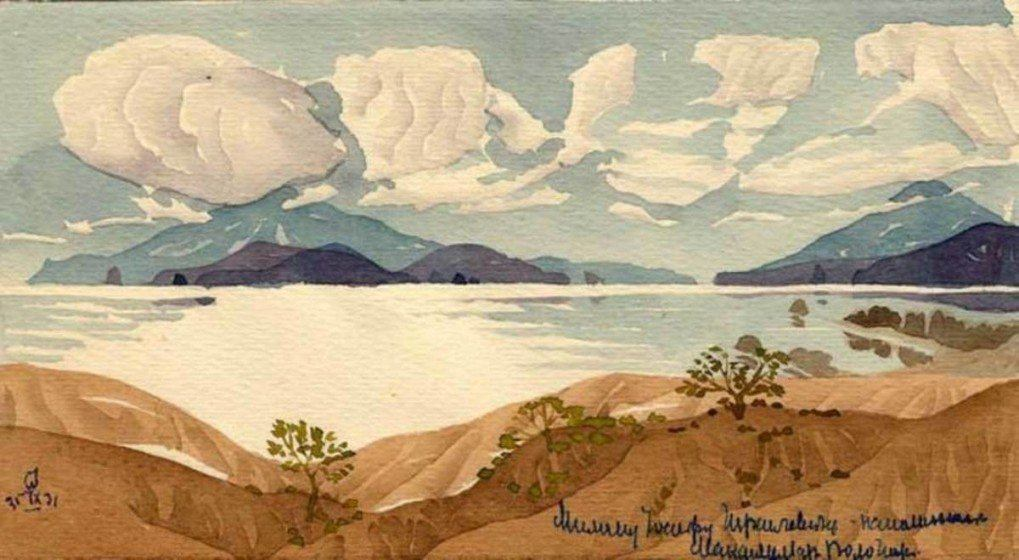
Woloschins Gemälde Blick auf Koktebel (1931)

Bereits 1907 erwarb Woloschins Mutter ein Haus in Koktebel, jenem Ort also, wo er einige Jahre seiner Jugend verbracht hatte und der ihn landschaftlich sehr inspirierte. In den Jahren des Ersten Weltkrieges zog sich Woloschin immer öfter dorthin zurück und ließ sich 1917 endgültig in Koktebel nieder. Er hielt gelegentlich Vorlesungen zur Literatur und Kunst in Feodossija und Kertsch. Am meisten widmete er sich seither jedoch der Landschaftsmalerei. Er beschäftigte sich intensiv mit der Temperamalerei und mit der Aquarelltechnik. In der Zeit von 1917 bis zu seinem Tod schuf Maximilian Woloschin eine Vielzahl von Aquarellbildern, in denen er die landschaftliche Schönheit von Koktebel und Umgebung verarbeitete. Dass er den Bildern oft Namen gab, die wie Strophen eines lyrischen Gedichts klingen, betont dabei den überaus stimmungsvollen Charakter der Werke. Die Sammlung seiner Aquarelle zu Koktebel bezeichnete Woloschin als Die Suite von Koktebel. Insgesamt malte er mehrere tausend Aquarellbilder.

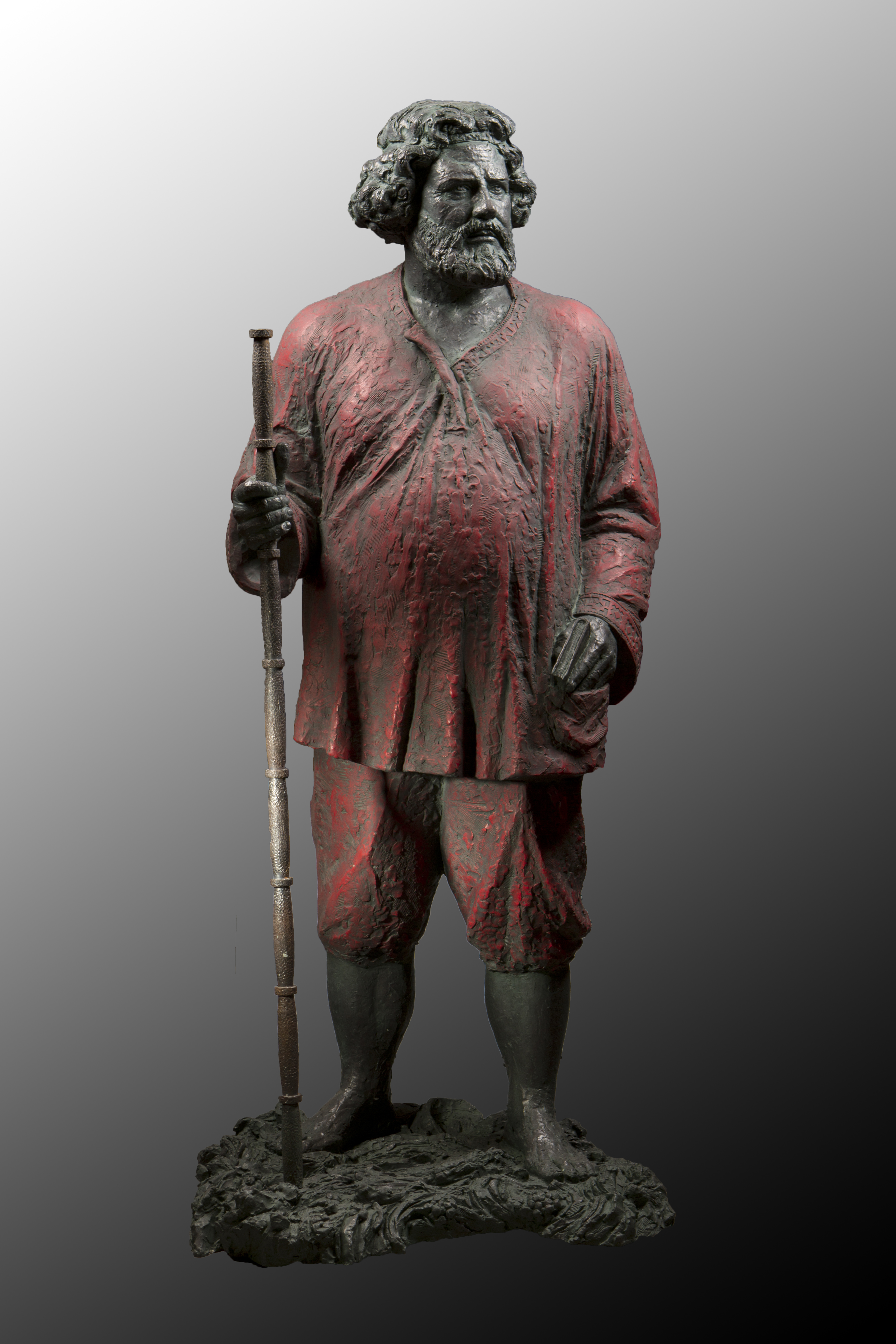
Maximilian Woloschin (I. W. Korschew, 2013)

In der Politik blieb Woloschin indes auch in seinen letzten Jahren überzeugter Kriegsgegner. Die Oktoberrevolution 1917 und den resultierenden gesellschaftlichen Umbruch nahm er als unvermeidliches Übel hin. Im darauf folgenden Russischen Bürgerkrieg zeigte sich Woloschin erneut unparteiisch, indem er sich mehrfach für die Aussöhnung der Gegner aussprach. Außerdem gewährte er in seinem Haus Verfolgten beider Lager oft Zuflucht. In den 1920er-Jahren schrieb Woloschin mehrere philosophisch geprägte Poeme, betätigte sich weiterhin als Landschaftsmaler und förderte Autoren und Künstler. Woloschin war Verantwortlicher für die Erhaltung der Denkmäler der Kunst und Wissenschaft im Gebiet Feodossia und Mitglied im russischen Dichterverband.
Maximilian Woloschin starb an einer Lungenentzündung am 11. August 1932 in Koktebel. Sein Haus vererbte er ein Jahr zuvor dem Schriftstellerverband der UdSSR; seit 1984 befindet sich dort ein Museum. Woloschin wurde, gemäß seinem Wunsch, in Koktebel auf einem Hügel vor der Schwarzmeerküste beigesetzt.

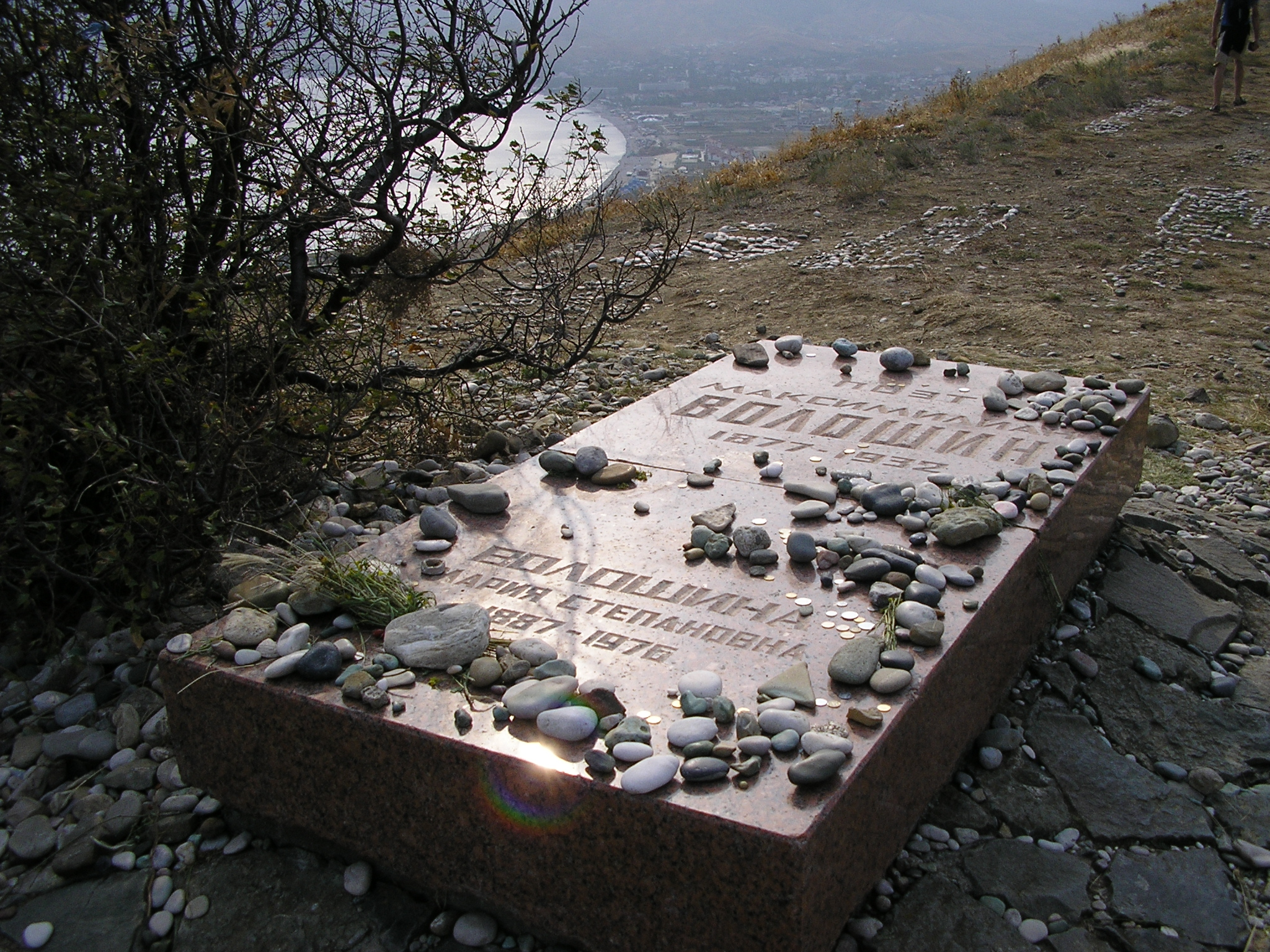
Woloschins Grab in Koktebel

## Werke (Auswahl)

### Bilder
- Spanien. Am Meer (1914)
- Paris. Place de la Concorde in der Nacht (1914)
- Zwei Bäume im Tal. Koktebel (1921)
- Landschaft mit See und Bergen (1921)
- Rosa Dämmerung (1925)
- Von der Hitze ausgetrocknete Hügel (1925)
- Wirbelsturm auf dem Mond (1926)
- Bleiernes Licht (1926)

### Publikationen
- Anno mundi ardentis (1915)
- Demony gluchonemye („Die taubstummen Dämonen“, 1919)
- Die Pfade Kains (1921–23) (dt. Übers. von Alexander Nitzberg, zweisprachige Ausg. Russisch und Deutsch. Dornach, Verlag Die Pforte, 2004, ISBN 9783856361570)
- Stichi o terrore („Gedichte über den Terror“, 1923)
- Rossija („Russland“, Poem, 1924)